# Овраг Лыхина
Овра́г Лы́хина — малая река в районе Зябликово Южного административного округа Москвы, левый приток реки Шмелёвки. Длина ручья составляет 900 метров. Название антропонимическое.
Исток расположен к западу от Кустанайской улицы, водоток в подземном коллекторе пересекает Ореховый бульвар. Далее протекает в открытом русле и впадает в Шмелёвку в 130 метрах к западу от устья её притока Кузнецовки.
В 2017-м году администрация района Зябликово утвердила проект создания парка «Шмелёвский ручей». При благоустройстве территории Овраг Лыхина оставили в естественном виде, без вмешательства в рельеф.